# Piet Wiegman
Petrus Cornelis Constant (Piet) Wiegman (Zwolle, 18 april 1885 – Alkmaar, 30 september 1963) was een Nederlands schilder, graficus, keramist en poppensnijder.

## Leven en werk
Op 21-jarige leeftijd begint hij te schilderen. Daarvoor had hij veel getekend. Zijn eerste schilderijen tonen de invloed van George Hendrik Breitner. In 1908 besluit hij van het schilderen zijn beroep te maken, misschien onder invloed van zijn broers Jan Wiegman en Matthieu Wiegman, en hij schrijft zich in aan de Rijksacademie van Beeldende Kunsten in Amsterdam. Hij houdt het daar echter maar drie maanden vol.
In 1913 vestigt hij zich in Groet en wijdt zich geheel aan de schilderkunst. In 1921-1922 woont hij, nu samen met zijn kersverse echtgenote Janna Formijne, in Amsterdam, waar hij via de kunsthandelaar Jack Vecht een gezelschap van kunstenaars leert kennen, onder wie Wim Schuhmacher.
Van 1922 tot 1929 woont het gezin in het Limburgse Thorn. In die periode ontstaat een levenslange en vruchtbare vriendschap met Hendrik Wiegersma en zijn vrouw Nel Daniëls. Ook met Constant Permeke voelt Wiegman een verwantschap in de keuze van zijn onderwerpen, kleurgebruik en schilderstijl. In Thorn maakt hij vele houtsneden, hij snijdt poppen voor de kinderen Wiegersma en begint te beeldhouwen.
In 1929 gaan zij weer naar Noord-Holland en in 1938 betrekken zij een woning met een ruim atelier in Groet. Hij wordt wel gerekend tot de Bergense School. Vanaf 1932 is Piet Wiegman ook werkzaam als ceramist. Gedurende de oorlogsperiode kan Wiegman niet werken maar na 1945 en ondanks de opkomst van de Cobra-beweging, herstelt hij zich. Een hartaanval in 1950 maakt hem echter het schilderen onmogelijk en beperkt zijn energie en concentratie. Hij beleeft nog een belangrijk hoogtepunt in 1950; ter gelegenheid van zijn 65ste verjaardag is er een overzichtstentoonstelling in het Prinsenhof te Delft.
Hij overleed 10 dagen na zijn broer Jan.

## Openbare collecties
- Museum Kranenburgh in Bergen (NH)
- Stedelijk Museum Alkmaar in Alkmaar